# نيك زيمرمان
نيك زيمرمان (بالإنجليزية: Nick Zimmerman)‏ هو لاعب كرة قدم أمريكي، ولد في 3 مايو 1987 في تامبا في الولايات المتحدة. لعب مع فيلادلفيا يونيون ونادي شمال كارولاينا ونيويورك ريد بولز.

## وصلات خارجية
- نيك زيمرمان على موقع الدوري الأمريكي (الإنجليزية)
- نيك زيمرمان على موقع قاعدة بيانات كرة القدم.إي يو (الإنجليزية)
- نيك زيمرمان على موقع Soccerway.com (الإنجليزية)